# Yasuhiro Yamamura
Yasuhiro Yamamura (født 18. august 1976) er en tidligere japansk fodboldspiller.
Han har spillet for flere forskellige klubber i sin karriere, herunder Ventforet Kofu og Mito HollyHock.